# Dominique de Villepin

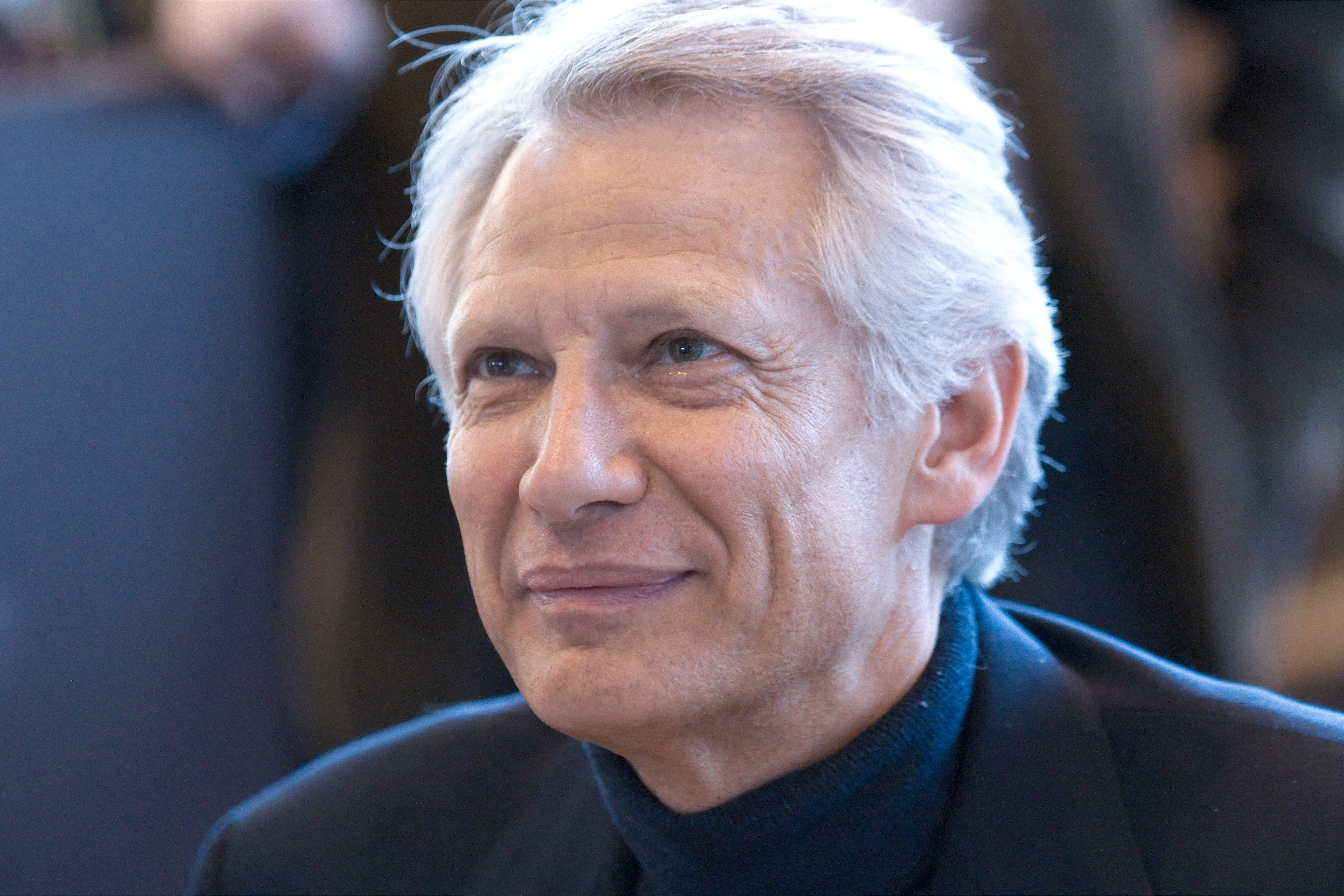
Dominique de Villepin (2010)

Dominique Marie François René Galouzeau de Villepin [dɔmiˈnik maˈʀi fʀɑ̃ˈswa ʀəˈne galuˈzo dəvilˈpɛ̃] (nach seinen Initialen in der politischen Öffentlichkeit Frankreichs auch kurz DDV [ˌdeˌdeˈve] genannt; * 14. November 1953 in Rabat, Französisch-Marokko) ist ein französischer Politiker (UMP, République Solidaire), Diplomat und Schriftsteller.
Nach seiner Karriere im diplomatischen Dienst war er als enger Mitarbeiter von Jacques Chirac von 1995 bis 2002 Generalsekretär des französischen Präsidialamts im Élysée-Palast. Anschließend war der politische Seiteneinsteiger, der sich nie einer öffentlichen Wahl stellte, von Mai 2002 bis März 2004 Außenminister und anschließend Innenminister. Internationale Aufmerksamkeit erhielt er 2003 als Gegner des Irakkriegs. Schließlich wurde er am 31. Mai 2005 durch Jacques Chirac zum Premierminister ernannt. Im Zuge der Bewegung gegen den Ersteinstellungsvertrag (contrat première embauche, CPE) und der Affäre Clearstream II gab Villepin seine Bestrebungen auf eine Kandidatur bei den Präsidentschaftswahlen von 2007 auf und trat am 15. Mai 2007 von allen Ämtern zurück.
Als Mitglied der UMP war er dort das Haupt der politischen Bewegung des „Villepinismus“. Von 2010 bis 2011 war de Villepin Vorsitzender der Kleinpartei République solidaire. Seit dem Ende seiner politischen Karriere war bzw. ist er als Anwalt, Wirtschaftsberater und Lobbyist tätig.

## Leben

### Herkunft
Dominique de Villepins Vater war Xavier Galouzeau de Villepin, der als Manager des Baustoffkonzerns Saint-Gobain auf diversen Auslandsposten stationiert war und später Senator (erst der zentristischen UDF, dann der UMP) wurde. Seine Mutter Yvonne Hétier war Vorsitzende Richterin (première conseillère) am Verwaltungsgericht (tribunal administratif).
Dominique de Villepin entstammt entfernt dem französischen Amtsadel. Er ist der direkte Nachfahre in vierter Generation von Marie-Eugénie de Blair de Baltayock, Baronin von Seewald (1815–1896) und ehemalige Bewohnerin des Schlosses Châteauneuf-sur-Loire. Der Baronstitel wurde ihr von ihrem lothringischen Großvater Alexis de Crolbois vermacht, der wiederum 1794 durch Franz II., Kaiser des Heiligen Römischen Reiches, geadelt worden war.
Marie-Eugénie de Blair de Baltayock heiratete im 18. Jahrhundert den Anwalt François-Xavier Galouzeau. Letzterer vermachte seinen Nachkommen seinen Familiennamen mit dem Zusatz "de Villepin" in Gedenken an seine Urgroßmutter Marie Tourmont de Villepin, sie selbst wiederum Tochter von Louis de Tourmont de Villepin, Graf von Tourmont de Villepin, und Marie Victorine de Varenne.
Dominique de Villepin entstammt somit einer Familie mit einer langen Tradition des Staatsdienstes, worunter sich Offiziere, Diplomaten, Unternehmensführer und Schüler der prestigeträchtigsten Schulen der französischen Republik (insbesondere der Militärschule Saint-Cyr, der École polytechnique, der HEC und der ENA) finden lassen. Die direkte Nachkommenschaft von Marie-Eugénie de Blair de Baltayock und ihres Ehemannes François-Xavier Galouzeau beinhaltet 18 Mitglieder der Ehrenlegion, darunter 16 für militärische Leistungen.

### Jugend und Ausbildung
Dominique de Villepin verbrachte aufgrund der Karriere des Vaters einen Großteil seiner Kindheit im Ausland: in Afrika (u. a. Marokko), in den Vereinigten Staaten und in Lateinamerika, insbesondere in Venezuela. Als Gymnasiast in Caracas war er mit 15 Jahren anlässlich der Jugendbewegungen im Mai 1968 der einzige Streikende an seiner Schule. Später kehrte er nach Frankreich zurück und besuchte das private Jesuitenkolleg „Le Caousou“ in Toulouse, wo er im Alter von 16 Jahren sein Baccalauréat mit dem Prädikat „sehr gut“ ablegte.
Daraufhin studierte de Villepin Jura an der Universität Paris II (Panthéon-Assas) und Politikwissenschaft am Institut d’études politiques de Paris (Sciences Po). Als Student trat de Villepin 1977 der gaullistischen Partei Rassemblement pour la République (RPR) unter Jacques Chirac bei. Anschließend absolvierte er die Elitehochschule École nationale d’administration (ENA), die er 1980 („Jahrgang Voltaire“) an der Seite von Henri de Castries, Renaud Donnedieu de Vabres, François Hollande und Ségolène Royal verließ. Er schloss als 25. seines Jahrgangs ab.
Seinen Militärdienst leistete Villepin in der Marine als Offizier auf dem Flugzeugträger Clemenceau ab.

### Heirat und Kinder
Dominique de Villepin ist seit dem 3. August 1985 mit der neun Jahre jüngeren Bildhauerin Marie-Laure Le Guay (Künstlername Marie-Laure Viébel) verheiratet. Ihr Vater ist der Pariser Börsenmakler Roger Le Guay, dessen Familie ursprünglich aus Martinique stammt, ihr Bruder der Regisseur und Drehbuchautor Philippe Le Guay.
Aus der Ehe gingen drei Kinder hervor, darunter die 1986 geborene Tochter Marie de Villepin, die unter dem Pseudonym Marie Steiss international als Mannequin bekannt ist und sich auch als Filmschauspielerin betätigt. Sie spielte u. a. in dem Spielfilm Baikonur von Veit Helmer (2011) die Hauptrolle als Weltraumtouristin, sowie die Rolle der Betty Catroux im Film Yves Saint Laurent von 2014.

### Berufliche Laufbahn
De Villepin begann seine Diplomatenkarriere 1980 als Sekretär in der Afrika-Abteilung des französischen Außenministerium (Ministère des affaires étrangères et européennes), wo er für die Region am Horn von Afrika zuständig war und im Zentrum für Analyse, Prognose und Strategie (CAPS) mitwirkte. Es folgten Stationen als erster Sekretär und Leiter des Presse- und Informationsdienstes der französischen Botschaft in Washington, D.C. (1984–89) und Botschaftsrat in Neu-Delhi (1989–92). Anschließend kehrte er in die Zentrale des Außenministeriums am Quai d’Orsay zurück, wo er stellvertretender Direktor der Abteilung für Afrika und Madagaskar wurde. 1993 wurde de Villepin Stabschef des damaligen Außenministers Alain Juppé.
Im Präsidentschaftswahlkampf 1995 hielt er als einer der wenigen im konservativen Lager von Anfang an zu Jacques Chirac, der ihn dafür mit dem Posten des Generalsekretärs (ranghöchsten Beamten) im Élysée-Palast belohnte. De Villepin leitete das Präsidialamt während der siebenjährigen ersten Amtszeit Chiracs bis Mai 2002.

### Außenminister und Innenminister

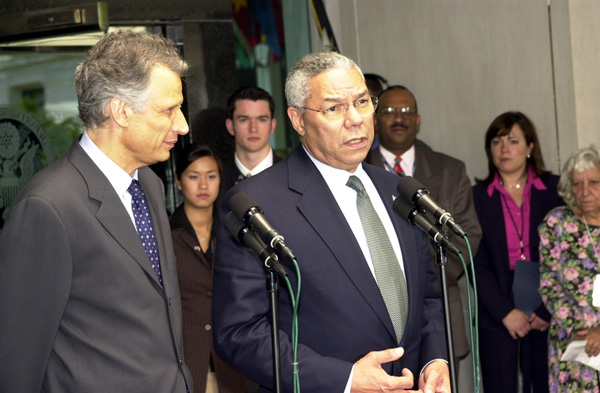
De Villepin mit seinem US-Amtskollegen Colin Powell (2004)

Während Chiracs zweiter Amtszeit als Präsident bekleidete Dominique de Villepin ab 7. Mai 2002 das Amt des Außenministers unter Premierminister Jean-Pierre Raffarin (Kabinette Raffarin I und II). Ab 2002 gehörte er der Union pour un mouvement populaire (UMP) an, die als Mitte-rechts-Sammelpartei aus dem RPR hervorgegangen war. Als Außenminister sprach sich de Villepin vehement gegen den Angriff der USA auf den Irak aus. Im Februar 2003 erhielt seine Rede im UN-Sicherheitsrat („Et c’est un vieux pays…“) – an diesem Ort ungewöhnlich – Applaus und weltweite Aufmerksamkeit. Im Streit um das Atomprogramm des Iran schloss de Villepin im Oktober 2003 gemeinsam mit seinem britischen und deutschen Amtskollegen, Jack Straw und Joschka Fischer, in Teheran ein Abkommen mit dem Iran, in dem dieser sich strengeren Kontrollen der Internationalen Atomenergie-Organisation (IAEO) unterwarf.
Nach einer Kabinettsumbildung wurde er am 31. März 2004 zum Innenminister im Kabinett Raffarin III ernannt.

### Amtszeit als Premierminister
Am 31. Mai 2005 wurde er von Staatspräsident Jacques Chirac zum Premierminister berufen, nachdem sein Vorgänger Jean-Pierre Raffarin nach der Niederlage beim Referendum zur EU-Verfassung den Rücktritt eingereicht hatte. Als Chirac im September 2005 einen Schlaganfall erlitt, vertrat de Villepin den Präsidenten bei der Leitung der Kabinettssitzungen und auch in der UNO-Generalversammlung. Seit dieser Zeit wurde de Villepin als chancenreicher Kandidat für die Präsidentschaftswahl 2007 und als Chiracs „Kronprinz“ (dauphin) betrachtet. Diese Position machte ihm jedoch der damalige Innenminister und UMP-Parteivorsitzende Nicolas Sarkozy streitig, der als wichtigster Rivale des Premierministers innerhalb der Regierung und der Partei galt. In de Villepins Amtszeit als Regierungschef fielen auch die gewaltsamen Unruhen in den Pariser Vorstädten im Oktober und November 2005.
Von Februar bis April 2006 stand der Regierungschef wegen einer Arbeitsrechtsreform unter Druck. Massendemonstrationen von Schülern und Studenten überall in Frankreich wurden von Gewerkschaften und Linksparteien unterstützt. Schließlich trat auch UMP-Chef Nicolas Sarkozy offen gegen die Reform ein. De Villepins Gesetzentwurf zur Lockerung des Kündigungsschutzes für Berufseinsteiger wurde schließlich aufgegeben.
Zum Ende der Amtszeit von Chirac war de Villepin in eine Verleumdungsaffäre verwickelt: Er soll auf Anfrage Chiracs Geheimdienst-Mitarbeiter auf Innenminister Nicolas Sarkozy wegen möglicher Geheimkonten angesetzt haben. Der Name Sarkozys stand auf einer gefälschten Liste von Politikern und Managern mit angeblichen Schwarzgeldkonten beim Luxemburger Finanzdienstleister Clearstream. Im Mai 2006 musste de Villepin sich einem Misstrauensantrag der linken Opposition stellen. Dank der komfortablen Mandatsmehrheit der UMP im Parlament war seine Stellung nicht ernsthaft gefährdet, dennoch blieben viele Parteifreunde der Abstimmung fern. Nachdem de Villepin noch im Herbst 2006 eine Kandidatur zur anstehenden Präsidentschaftswahl öffentlich erwogen hatte, gab er dieses Projekt im Januar 2007 auf. Folglich wurde sein innerparteilicher Rivale Sarkozy zum Präsidentschaftskandidaten der UMP gekürt.

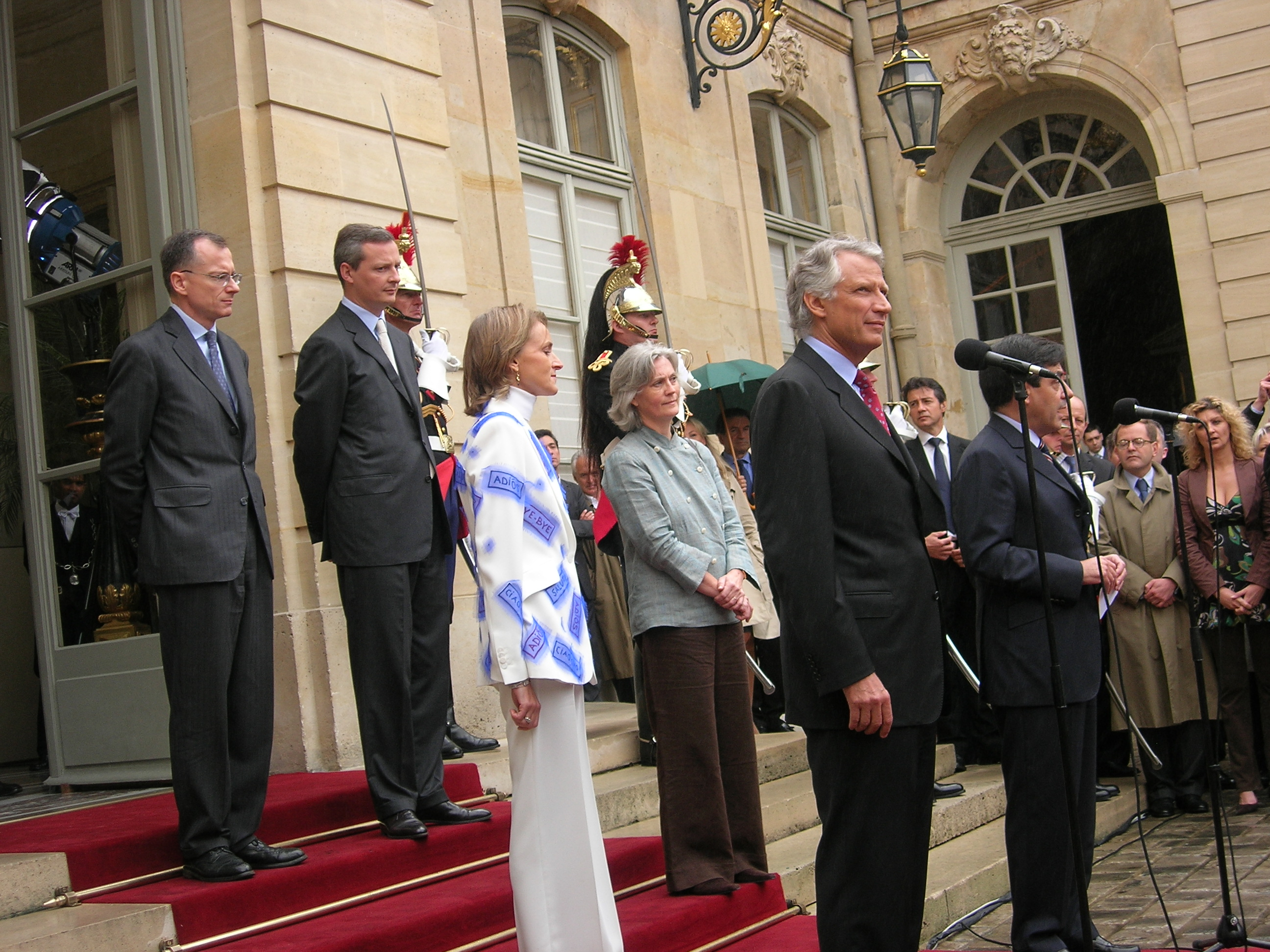
Amtsübergabe von de Villepin an François Fillon (jeweils in Begleitung ihrer Ehefrau)

Nach dem Sieg Sarkozys bei der Präsidentschaftswahl übergab de Villepin am 15. Mai 2007 dem scheidenden Präsidenten Jacques Chirac sein Rücktrittsschreiben. In Frankreich endet mit der Amtszeit eines Präsidenten auch automatisch die der Regierung.

### Nach der Regierungszeit

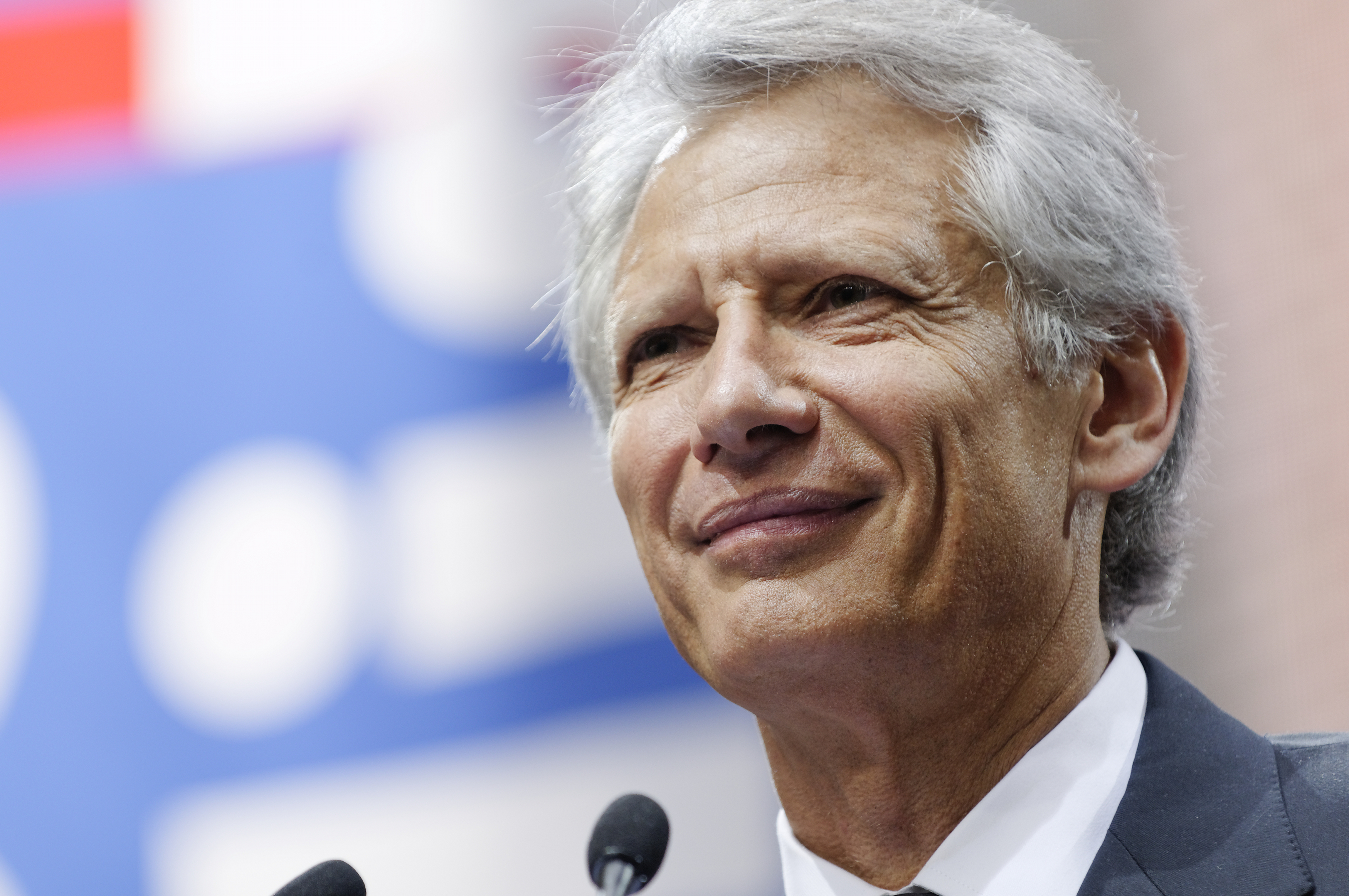
Dominique de Villepin bei der Vorstellung seiner neuen Partei, République Solidaire (Juni 2010)

Im Juli 2007 nahm die französische Staatsanwaltschaft die Ermittlungen in der Clearstream-Affäre wieder auf und eröffnete Ende des Monats ein Ermittlungsverfahren gegen de Villepin, unter anderem wegen „Mittäterschaft bei verleumderischer Denunziation“. Seit dem 21. September 2009 musste sich de Villepin vor Gericht verantworten. Am 28. Januar 2010 wurde er freigesprochen. Die Staatsanwaltschaft kündigte an, in Berufung gehen zu wollen.
De Villepin wurde Anfang 2008 als Rechtsanwalt zugelassen und eröffnete eine eigene Kanzlei für internationale Geschäfte.
Im Juni 2010 gründete de Villepin gemeinsam mit sieben Abgeordneten der UMP (darunter Brigitte Girardin) eine neue Partei namens République solidaire („Solidarische Republik“), deren Ausrichtung er als „sozialen Gaullismus“ bezeichnete. Im Februar trat er aus der UMP aus. Der am meisten diskutierte Punkt im Programm von République solidaire war die Einführung eines „Bürgergeldes“ (revenu citoyen), einer Art bedingungslosem Grundeinkommen. Im September 2011 trat er als Vorsitzender von République solidaire zurück. Am 11. Dezember 2011 kündigte de Villepin in einem Interview mit dem Fernsehsender TF1 an, als Parteiloser für die Präsidentschaftswahlen 2012 zu kandidieren. Er lag in Meinungsumfragen bei 1 bis 3 Prozent und erreichte nicht die notwendigen 500 Unterstützerunterschriften von Amtsträgern (parrainages), konnte daher nicht zur Wahl antreten. Nach eigenen Angaben fehlten ihm 30 Unterschriften.
Am 11. September 2012 nahm ihn die Polizei in Gewahrsam und befragte ihn in einer Gendarmeriekaserne in Paris zu einem Betrugsfall. Er soll Régis Bulot, den wegen Betrug inhaftierten, ehemaligen Leiter von Relais & Châteaux, vor dem Zugriff der Justiz beschützt haben. Im Oktober 2013 wurde er zum Beiratsvorsitzenden der in Hongkong sitzenden Ratingagentur Universal Credit Rating Group ernannt. Im Juli 2015 gab er seine Anwaltszulassung auf. Zugleich erweiterte er seine Firma Villepin International, die im Bereich des internationalen Lobbyismus tätig ist und im Geschäftsjahr 2014 mit nur drei Mitarbeitern einen Umsatz von 1,8 Millionen Euro machte. De Villepin vertritt u. a. Klienten aus China, Russland und Katar.
Auch in den Jahren nach seiner Politikkarriere meldete sich de Villepin gelegentlich zu politischen Themen zu Wort: Im September 2014 sprach er sich gegen die Militärallianz gegen den Islamischen Staat (IS) und allgemein gegen das Konzept eines „Kriegs gegen den Terrorismus“ aus, da dieser niemals gewonnen werden könne. Zudem erklärte er, dass „wir selbst den Islamischen Staat zum großen Teil hervorgebracht“ hätten. Bei der Präsidentschaftswahl 2017 unterstützte de Villepin Emmanuel Macron.

## Literarische Verarbeitung
De Villepin diente als Vorbild für die Hauptfigur der Graphic Novel „Quai d’Orsay – Hinter den Kulissen der Macht“ des französischen Comiczeichners Christophe Blain und des ehemaligen Ministerialmitarbeiters Abel Lanzac (Pseudonym von de Villepins Redenschreiber Antonin Baudry). In dieser stellt sich der fiktive französische Außenminister Alexandre Taillard de Vorms angesichts eines drohenden Krieges in dem fiktiven arabischen Land Lousdem gegen die amerikanischen Kriegsbestrebungen. Der Comic bezieht sich eindeutig auf den Irakkrieg, lediglich die Namen der Politiker wurden verändert. Taillard de Vorms wird als energischer, aber auch exzentrischer Politiker dargestellt. Die Geschichte wurde 2013 unter der Regie von Bertrand Tavernier verfilmt, Thierry Lhermitte spielt darin die Rolle des Außenministers.

## Schriften (Auswahl)
- 2001: Les Cent-Jours ou l’esprit de sacrifice. éd. Perrin (über das Ende Napoleons, ausgezeichnet mit dem Preis der Fondation Napoléon)
- 2002: Le cri de la gargouille. éd. Albin Michel
- 2003: Éloge des voleurs de feu. éd. NRF-Gallimard
- 2003: Vorwort von Vers un nouveau monde? éd. Stanley Hoffmann
- 2003: Vorwort von Aventuriers du monde 1866–1914: Les grands explorateurs français au temps des premiers photographes (Sammelband)
- 2004: Le requin et la mouette
- 2005: L’Homme européen. éd. Plon (mit Jorge Semprún; dt. 2006: Was es heißt, Europäer zu sein)
- 2007: Le Soleil Noir de la puissance, 1796–1807. éd. Perrin (über den Aufstieg Napoleons)
- 2008: La Chute ou l’Empire de la Solitude, 1807–1814. éd. Perrin (über die Zeit von Napoleons Machtzenit)
- 2009: La Cité des Hommes. éd. Plon
- 2012: Seul le devoir nous rendra libres. éd. Le Cherche-Midi

Der US-amerikanische Verlag Melville House gab unter dem Titel Towards a New World in den USA eine Auswahl der Reden Villepins als Außenminister vom Mai 2002 bis März 2004 in Buchform heraus.